# 南九州観光バス
南九州観光バス有限会社（みなみきゅうしゅうかんこうバス）は、鹿児島県鹿児島市に本社を置く貸切、乗合バス事業者である。福岡県太宰府市、宮崎県宮崎市にも営業所を置く。公益社団法人日本バス協会加盟。かつての社名は南九州はとバスであったが、東京のはとバスとは一切無関係である。また、かつて存在した宮崎交通のグループ会社である南九州観光バスとも無関係である。

## 沿革
- 1995年7月 - 設立。
- 2013年7月29日 - 一般乗合旅客自動車運送事業・路線の定期運行許可。
- 2013年8月1日 - 従来のツアーバス「福岡シティライナー」を改編し、高速バス「南九号」運行開始。
- 2016年3月 - サンマリンツアーより「サンマリンライナー」を事業譲受し運行開始（2016年3月16日付認可[1]）。

## 高速バス

### 南九号
福岡空港（福岡市） ⇔ 鹿児島
福岡空港国内線 - 福岡空港国際線 - 鹿児島空港南 - 高速帖佐 - 下伊敷 - 鹿児島中央駅東口（イオン鹿児島中央店横）
福岡市と鹿児島市を結ぶ高速バス。ラド観光九州が主催するツアーバス「福岡シティライナー」として運行していたが、2013年8月1日に高速ツアーバスの乗合化に伴いツアーバスから乗合バスに移行したいわゆる新高速乗合バスである。昼行1往復の運行で、鹿児島発が朝に、福岡発が夕方に運行される。ラド観光九州が運営する独自の予約用ウェブサイトのほか、楽天トラベル、高速バスドットコムでも予約を取り扱う。担当は本社。
なお、ウェブサイトにおいては「南九州高速バス　南九号」とあるが、過去に存在した南九州高速バスとは一切関係ない。
- 2013年8月1日 高速ツアーバス「福岡シティライナー」を引き継ぎ、乗合バスとして運行開始。
- 2018年12月16日 ダイヤ改正。
  - HEARTSバスステーション博多開業に伴い、福岡市の発着地を博多駅筑紫口東総合庁舎前からHEARTSバスステーション博多に変更。
  - 1→2往復に増便。
- 2020年2月17日 2往復中1往復が土日祝日・繁忙期のみの運行となる。
- 2020年4月6日 この日以降、新型コロナウイルス感染症の世界的流行に伴い全便運休（同年8月8日より、連休期間中などに限り1往復のみ運行）。
- 2021年11月20日 毎日運行を再開。2往復。福岡市の発着地をHEARTSバスステーション博多からキャナルシティ博多に変更。
- 2022年1月15日 この日以降新型コロナウイルス感染症の感染再拡大により運休。
- 2022年3月12日 この日以降特定の日・期間に限り1往復運行を再開。
- 2023年5月12日 キャナルシティ博多のバスターミナル閉鎖に伴い、この日以降運休。
- 2024年10月26日 福岡空港国際線発着となり土日祝日のみ1往復運行で運行再開。
- 2025年2月1日 停車地に福岡空港国内線を追加。
- 2025年4月1日 この日より運休。

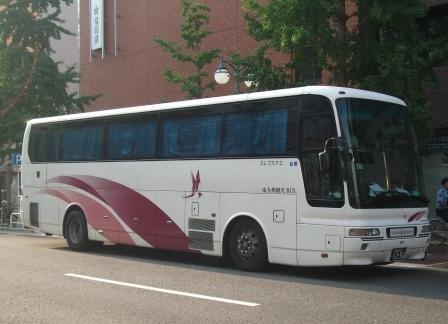
南九号
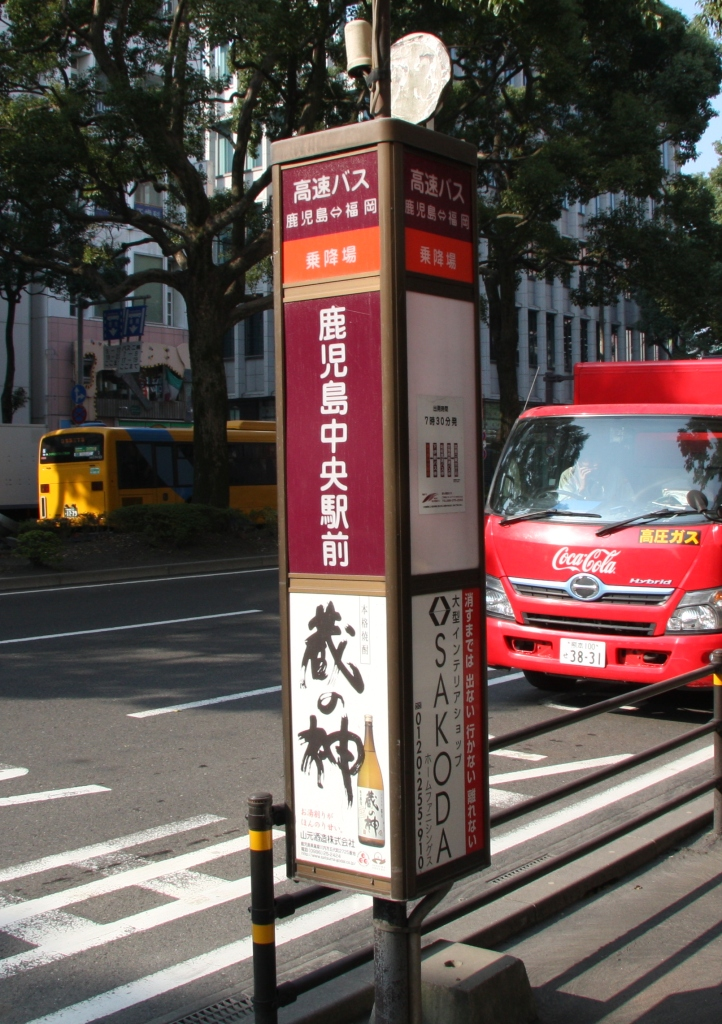
南九号・鹿児島中央駅前バス停

### サンマリンライナー
福岡空港・熊本（益城） ⇔ 宮崎
福岡空港国際線  - 益城バスストップ - 都城北バスストップ - 清武バスストップ - 南宮崎駅前 - 宮崎駅東口 - 佐土原待機所
福岡市・熊本地域と宮崎市ほかを結ぶ高速バスで、2016年3月にサンマリンツアーより事業譲受し運行開始した。

## 貸切バス
- 大型からジャンボタクシーまで幅広い車種を揃え、鹿児島市の福祉バス、特別支援学校の送迎バスも運行する。
- 前述のとおり、2013年7月31日まで福岡～鹿児島間のツアーバス・「福岡シティライナー」の運行をラド観光九州より受託していた。鹿児島中央駅西口駐車場～桜島サービスエリア～鹿児島空港ホテル～博多駅筑紫口貸切バス駐車場～天神日銀前（福岡行の降車のみ）のルートであったが、乗合化に伴い、天神地区への乗り入れは廃止された。所要時間は鹿児島行が3時間45分、博多行が3時間30分。また、サンマリンツアーが主催する福岡～宮崎間のツアーバス「サンマリンライナー」の運行を受託していた時期もあった。